# Kostel Saint-Joseph-des-Épinettes
Kostel Saint-Joseph-des-Épinettes (tj svatého Josefa z Épinettes) je katolický farní kostel v 17. obvodu v Paříži. Nachází se v ulici Rue Pouchet a vstup je možný též ze Cité des fleurs. Kostel je zasvěcen svatému Josefovi a pojmenován podle čtvrti Épinettes.

## Historie
Kostel postavil v letech 1909–1910 architekt Louis Thomas. Kostel vysvětil 26. května 1910 pařížský arcibiskup Léon-Adolphe Amette.
Koncem roku 1910 farnost zakoupila varhany, které vytvořil Aristide Cavaillé-Coll kolem roku 1898 pro komtesu Annu de Noailles.